# Far East Movement/Diskografie
Diese Diskografie ist eine Übersicht über die musikalischen Werke der US-amerikanischen Band Far East Movement. Den Schallplattenauszeichnungen zufolge hat sie bisher mehr als 8,2 Millionen Tonträger verkauft, davon alleine in ihrer Heimat über vier Millionen. Ihre erfolgreichste Veröffentlichung ist die Single Like a G6 mit über 6,7 Millionen verkauften Einheiten. Ebenfalls großen Erfolg hatten sie mit dem Track Get Up, den sie in Zusammenarbeit mit den Bingo Players aufnahmen. Mit beiden Songs erreichten sie die Chartspitze und erhielten mehrere Schallplattenauszeichnungen.

## Alben

### Studioalben
| Jahr | Titel      | Höchstplatzierung, Gesamtwochen, AuszeichnungChartplatzierungen (Jahr, Titel, Platzierungen, Wochen, Auszeichnungen, Anmerkungen) | Höchstplatzierung, Gesamtwochen, AuszeichnungChartplatzierungen (Jahr, Titel, Platzierungen, Wochen, Auszeichnungen, Anmerkungen) | Höchstplatzierung, Gesamtwochen, AuszeichnungChartplatzierungen (Jahr, Titel, Platzierungen, Wochen, Auszeichnungen, Anmerkungen) | Höchstplatzierung, Gesamtwochen, AuszeichnungChartplatzierungen (Jahr, Titel, Platzierungen, Wochen, Auszeichnungen, Anmerkungen) | Höchstplatzierung, Gesamtwochen, AuszeichnungChartplatzierungen (Jahr, Titel, Platzierungen, Wochen, Auszeichnungen, Anmerkungen) | Anmerkungen                            |
| Jahr | Titel      | DE | AT | CH | UK | US | Anmerkungen                            |
| ---- | ---------- | --- | --- | --- | --- | --- | -------------------------------------- |
| 2006 | Folk Music | — | — | — | — | — | Erstveröffentlichung: 4. August 2006   |
| 2009 | Animal     | — | — | — | — | — | Erstveröffentlichung: 27. Januar 2009  |
| 2010 | Free Wired | — | — | — | UK63 (1 Wo.)UK | US24 (8 Wo.)US | Erstveröffentlichung: 9. Oktober 2010  |
| 2012 | Dirty Bass | DE95 (1 Wo.)DE | — | CH78 (2 Wo.)CH | — | US190 (1 Wo.)US | Erstveröffentlichung: 18. Mai 2012     |
| 2016 | Identity   | — | — | — | — | — | Erstveröffentlichung: 21. Oktober 2016 |

### Mixtapes
- 2005: Audio-Bio
- 2007: Flavored Animal Droppings
- 2009: Party Animal
- 2011: Bump from the Trunk Vol. 1
- 2013: Grzzly

### EPs
- 2006: For the Folks n’ Family
- 2008: FM Radio Singles
- 2013: Murder Was the Bass
- 2014: KTown Riot

## Singles

### Als Leadmusiker
| Jahr | Titel Album                 | Höchstplatzierung, Gesamtwochen, AuszeichnungChartplatzierungen (Jahr, Titel, Album, Platzierungen, Wochen, Auszeichnungen, Anmerkungen) | Höchstplatzierung, Gesamtwochen, AuszeichnungChartplatzierungen (Jahr, Titel, Album, Platzierungen, Wochen, Auszeichnungen, Anmerkungen) | Höchstplatzierung, Gesamtwochen, AuszeichnungChartplatzierungen (Jahr, Titel, Album, Platzierungen, Wochen, Auszeichnungen, Anmerkungen) | Höchstplatzierung, Gesamtwochen, AuszeichnungChartplatzierungen (Jahr, Titel, Album, Platzierungen, Wochen, Auszeichnungen, Anmerkungen) | Höchstplatzierung, Gesamtwochen, AuszeichnungChartplatzierungen (Jahr, Titel, Album, Platzierungen, Wochen, Auszeichnungen, Anmerkungen) | Anmerkungen                                                           |
| Jahr | Titel Album                 | DE | AT | CH | UK | US | Anmerkungen                                                           |
| ---- | --------------------------- | --- | --- | --- | --- | --- | --------------------------------------------------------------------- |
| 2010 | Like a G6 Free Wired        | DE15 Platin · (24 Wo.)DE | AT8 (26 Wo.)AT | CH10 Gold · (24 Wo.)CH | UK5 ×2Doppelplatin · (27 Wo.)UK | US1 ×4Vierfachplatin · (26 Wo.)US | Erstveröffentlichung: 13. April 2010 feat. Dev & The Cataracs         |
| 2010 | Rocketeer Free Wired        | DE40 (7 Wo.)DE | — | — | UK14 (6 Wo.)UK | US7 (20 Wo.)US | Erstveröffentlichung: 29. Oktober 2010 feat. Ryan Tedder              |
| 2011 | 2gether Free Wired          | — | — | — | UK92 (1 Wo.)UK | — | Erstveröffentlichung: 20. März 2011 mit Roger Sanchez feat. Kanobby   |
| 2012 | Live My Life Dirty Bass     | DE8 Gold · (17 Wo.)DE | AT20 (14 Wo.)AT | CH6 (17 Wo.)CH | UK7 (6 Wo.)UK | US21 (1 Wo.)US | Erstveröffentlichung: 28. Februar 2012 feat. Justin Bieber            |
| 2012 | Turn Up the Love Dirty Bass | — | — | CH55 (4 Wo.)CH | UK13 Silber · (11 Wo.)UK | — | Erstveröffentlichung: 21. Juni 2012 feat. Cover Drive                 |
| 2012 | Change Your Life Dirty Bass | DE91 (1 Wo.)DE | — | — | — | — | Erstveröffentlichung: 26. Oktober 2012 feat. Sidney Samson & Flo Rida |

Weitere Singles
- 2007: Lowridin’ (feat. Wiz Khalifa & Bionik)
- 2007: You’ve Got a Friend (feat. Baby Bash & Lil Rob)
- 2010: Girls on the Dance Floor (feat. The Stereotypes)
- 2011: 2 Is Better (feat. Natalia Kills & Ya Boy)
- 2011: If I Was You (OMG) (feat. Snoop Dogg)
- 2011: Jello (feat. Rye Rye)
- 2012: Dirty Bass (feat. Tyga)
- 2013: The Illest (feat. Riff Raff / Schoolboy Q)
- 2014: Bang It to the Curb (mit Sidney Samson)
- 2016: AA (mit Soulja Boy)
- 2016: Freal Luv (mit Marshmello feat. Chanyeol & Tinashe)
- 2017: Don’t Speak (feat. Tiffany & King Chain)
- 2019: Paint the Clouds (feat. Tia Ray)
- 2019: Maps

### Als Gastmusiker
| Jahr | Titel Album       | Höchstplatzierung, Gesamtwochen, AuszeichnungChartplatzierungen (Jahr, Titel, Album, Platzierungen, Wochen, Auszeichnungen, Anmerkungen) | Höchstplatzierung, Gesamtwochen, AuszeichnungChartplatzierungen (Jahr, Titel, Album, Platzierungen, Wochen, Auszeichnungen, Anmerkungen) | Höchstplatzierung, Gesamtwochen, AuszeichnungChartplatzierungen (Jahr, Titel, Album, Platzierungen, Wochen, Auszeichnungen, Anmerkungen) | Höchstplatzierung, Gesamtwochen, AuszeichnungChartplatzierungen (Jahr, Titel, Album, Platzierungen, Wochen, Auszeichnungen, Anmerkungen) | Höchstplatzierung, Gesamtwochen, AuszeichnungChartplatzierungen (Jahr, Titel, Album, Platzierungen, Wochen, Auszeichnungen, Anmerkungen) | Anmerkungen                                                                   |
| Jahr | Titel Album       | DE | AT | CH | UK | US | Anmerkungen                                                                   |
| ---- | ----------------- | --- | --- | --- | --- | --- | ----------------------------------------------------------------------------- |
| 2012 | Get Up (Rattle) – | DE22 Gold · (12 Wo.)DE | AT16 (17 Wo.)AT | CH24 (12 Wo.)CH | UK1 Platin · (12 Wo.)UK | — | Erstveröffentlichung: 11. Dezember 2012 Bingo Players feat. Far East Movement |

Weitere Gastbeiträge
- 2011: Do It in the AM (Frankmusik feat. Far East Movement)
- 2012: Lights Out (Go Crazy) (Junior Caldera feat. Natalia Kills & Far East Movement)
- 2015: Break Yourself (Hook N Sling feat. Far East Movement)
- 2015: Whiplash (Sidney Samson feat. Far East Movement)
- 2015: Business (Doctor P feat. Far East Movement)

## Statistik

### Chartauswertung
|                     | DE    | AT    | CH    | UK    | US    |
| ------------------- | ----- | ----- | ----- | ----- | ----- |
| Nummer-eins-Alben   | DE—DE | AT—AT | CH—CH | UK—UK | US—US |
| Top-10-Alben        | DE—DE | AT—AT | CH—CH | UK—UK | US—US |
| Alben in den Charts | DE1DE | AT—AT | CH1CH | UK1UK | US2US |

|                       | DE    | AT    | CH    | UK    | US    |
| --------------------- | ----- | ----- | ----- | ----- | ----- |
| Nummer-eins-Singles   | DE—DE | AT—AT | CH—CH | UK1UK | US1US |
| Top-10-Singles        | DE1DE | AT1AT | CH2CH | UK3UK | US2US |
| Singles in den Charts | DE5DE | AT3AT | CH4CH | UK6UK | US3US |

### Auszeichnungen für Musikverkäufe
| Goldene Schallplatte - Belgien - 2011: für die Single Like a G6 - Dänemark - 2013: für das Streaming Turn Up the Love - 2013: für das Streaming Get Up (Rattle) - 2020: für die Single Like a G6 - Indonesien - 2012: für das Album Dirty Bass - Kanada - 2013: für die Single Get Up (Rattle) - Malaysia - 2011: für das Album Free Wired - Neuseeland - 2010: für die Single Rocketeer - 2012: für die Single Turn Up the Love - Russland - 2011: für die Single Like a G6 - Schweden - 2010: für die Single Like a G6 - 2013: für die Single Get Up (Rattle) | Platin-Schallplatte - Australien - 2010: für die Single Rocketeer - 2012: für die Single Live My Life - Dänemark - 2013: für das Streaming Live My Life - Kanada - 2018: für die Single Rocketeer - 2018: für die Single Live My Life - Neuseeland - 2015: für die Single Live My Life - 2023: für das Album Free Wired 2× Platin-Schallplatte - Brasilien - 2024: für die Single Like a G6 3× Platin-Schallplatte - Australien - 2010: für die Single Like a G6 - Neuseeland - 2023: für die Single Like a G6 4× Platin-Schallplatte - Kanada - 2018: für die Single Like a G6 |

Anmerkung: Auszeichnungen in Ländern aus den Charttabellen bzw. Chartboxen sind in ebendiesen zu finden.
| Land/RegionAuszeichnungen für Musikverkäufe (Land/Region, Auszeichnungen, Verkäufe, Quellen) | Silber  | Gold       | Platin       | Verkäufe  | Quellen                           |
| -------------------------------------------------------------------------------------------- | ------- | ---------- | ------------ | --------- | --------------------------------- |
| Australien (ARIA)                                                                            | —       | —          | 5× Platin5   | 350.000   | aria.com.au                       |
| Belgien (BRMA)                                                                               | —       | Gold1      | —            | 15.000    | ultratop.be                       |
| Brasilien (PMB)                                                                              | —       | —          | 2× Platin2   | 120.000   | pro-musicabr.org.br               |
| Dänemark (IFPI)                                                                              | —       | 3× Gold3   | Platin1      | 45.000    | ifpi.dk                           |
| Deutschland (BVMI)                                                                           | —       | 2× Gold2   | Platin1      | 900.000   | musikindustrie.de                 |
| Indonesien (ASIRI)                                                                           | —       | Gold1      | —            | 10.000    | Einzelnachweise                   |
| Kanada (MC)                                                                                  | —       | Gold1      | 6× Platin6   | 520.000   | musiccanada.com                   |
| Malaysia (RIM)                                                                               | —       | Gold1      | —            | 7.500     | Einzelnachweise                   |
| Neuseeland (RMNZ)                                                                            | —       | 2× Gold2   | 5× Platin5   | 135.000   | aotearoamusiccharts.co.nz NZ2 NZ3 |
| Russland (NFPF)                                                                              | —       | Gold1      | —            | 100.000   | Einzelnachweise                   |
| Schweden (IFPI)                                                                              | —       | 2× Gold2   | —            | 40.000    | sverigetopplistan.se              |
| Schweiz (IFPI)                                                                               | —       | Gold1      | —            | 15.000    | hitparade.ch                      |
| Vereinigte Staaten (RIAA)                                                                    | —       | —          | 4× Platin4   | 4.000.000 | riaa.com                          |
| Vereinigtes Königreich (BPI)                                                                 | Silber1 | —          | 3× Platin3   | 2.000.000 | bpi.co.uk                         |
| Insgesamt                                                                                    | Silber1 | 15× Gold15 | 25× Platin25 |           |                                   |